# Coupe Kirin 2003
 (juillet 2018).
Si vous disposez d'ouvrages ou d'articles de référence ou si vous connaissez des sites web de qualité traitant du thème abordé ici, merci de compléter l'article en donnant les références utiles à sa vérifiabilité et en les liant à la section « Notes et références ».
La Kirin Cup 2003 est la vingt-quatrième édition de la Coupe Kirin. Elle se déroule en juin 2003. Elle oppose le Japon, l'Argentine et le Paraguay. Il n'y a pas de vainqueur; seuls 2 matchs ont été disputés.

## Résultats
| 8 juin 2003 | Japon     | 1 – 4 | Argentine                                                  | Osaka                                           |                                                 |
|             | Akita 55e |       | Saviola 30e · Zanetti 45e · Romeo 78e · Maxi Rodríguez 82e | Spectateurs : 42 508 Arbitrage : Herbert Fandel | Spectateurs : 42 508 Arbitrage : Herbert Fandel |

| 11 juin 2003 | Japon | 0 – 0 | Paraguay | Saitama                                     |
|              |       |       |          | Spectateurs : 59 891 Arbitrage : Mike Riley |

|  | Argentine | Match non programmé | Paraguay |  |  |
|  |           |                     |          |  |  |

## Tableau
| Équipe    | Pts | J | V | N | D | Bp | Bc | Dif |
| --------- | --- | - | - | - | - | -- | -- | --- |
| Argentine | 3   | 1 | 1 | 0 | 0 | 4  | 1  | +3  |
| Paraguay  | 1   | 1 | 0 | 1 | 0 | 0  | 0  | 0   |
| Japon     | 1   | 2 | 0 | 1 | 1 | 1  | 4  | -3  |